# 自由門
自由門（じゆうもん、簡体字：自由门、英語：Freegate）は、企業動態網絡技術公司（动态网络技术公司）が提供するインターネットの検閲や封鎖を突破する技術またはソフトウェアの名称。一般に中国のネット検閲を突破する目的に用いられている。動態網絡技術公司は「動態網（www.dongtaiwang.com）」を公開している。

## 概要
自由門は「動態網」からソフトウェアをダウンロード可能。インストール作業を必要としない、ポータブルアプリケーションの形態で提供されている。通信信号の暗号化にSSLが採用されている。インターネット閲覧のほか、電子メールやSkypeなどインターネット電話サービスの利用も可能。対応OSはWindows。Wineを介してLinuxやMacintoshでの利用も可能。
またソフトウェアを利用しない、URLを入力して匿名でインターネットを閲覧する機能も提供している。